# آزمایش جادوگر اوز
آزمایش جادوگر اوز (به انگلیسی: Wizard of Oz experiment)، یا به اختصار (WOz) یک آزمایش تحقیقاتی در زمینه تعامل انسان و کامپیوتر است که در آن افراد با یک سیستم رایانه‌ای که به نظر افراد مستقلی هستند، تعامل دارند؛ اما سیستم رایانه‌ای، در واقع توسط یک انسان غیبی اداره یا تا حدی کنترل می‌شود.